# یواس‌اس تیگرس (۱۸۷۱)
یواس‌اس تیگرس (۱۸۷۱) (به انگلیسی: USS Tigress (1871)) یک کشتی بود که طول آن ۱۳۹ فوت (۴۲ متر) بود. این کشتی در سال ۱۸۷۱ ساخته شد.